# Veliki Vrh pri Šmarju
Veliki Vrh pri Šmarju – wieś w Słowenii, w gminie Grosuplje. 1 stycznia 2017 liczyła 388 mieszkańców.